# Читинский тепловозоремонтный завод
Чити́нский теплово́зоремо́нтный заво́д — завод по ремонту тепловозов для нужд железнодорожного транспорта, расположенный в Чите.

## История
Основан в 1900 году как главные железнодорожные мастерские Забайкальской железной дороги.
В 1929 году мастерские переименованы в Читинский паровозоремонтный завод.
В 1931 году заводу было присвоено имя Климента Ворошилова. Ремонтировал паровозы серии Щ, К, Ы, О и др.
В апреле 1942 года, во время Великой Отечественной войны, завод построил бронепоезд «Забайкалец».
С 1967 года завод специализировался на ремонте вагонных замедлителей и пассажирских вагонов.
В 1982 году в связи с началом ремонта тепловозов завод получил наименование Читинский тепловозоремонтный завод.
На 1992 год завод ремонтировал пассажирские вагоны, тепловозные колёсные пары, ремонтировал и формировал вагонные колёсные пары.
В период между 1998 и 2004 годами завод не получал плановых заданий по ремонту тепловозов и тепловозного оборудования. Сведений о работе завода в этот период нет.

## Использованная литература
- Читинский тепловозоремонтный завод. ez.chita.ru. Проект «Энциклопедия Забайкалья». Дата обращения: 19 января 2019. Архивировано 24 сентября 2018 года.
- Железнодорожный транспорт: энциклопедия / гл. ред. Н. С. Конарев. — М.: Большая российская энциклопедия, 1994. — С. 559. — ISBN 5-85270-115-7.